# Căinelu de Jos, Hunedoara

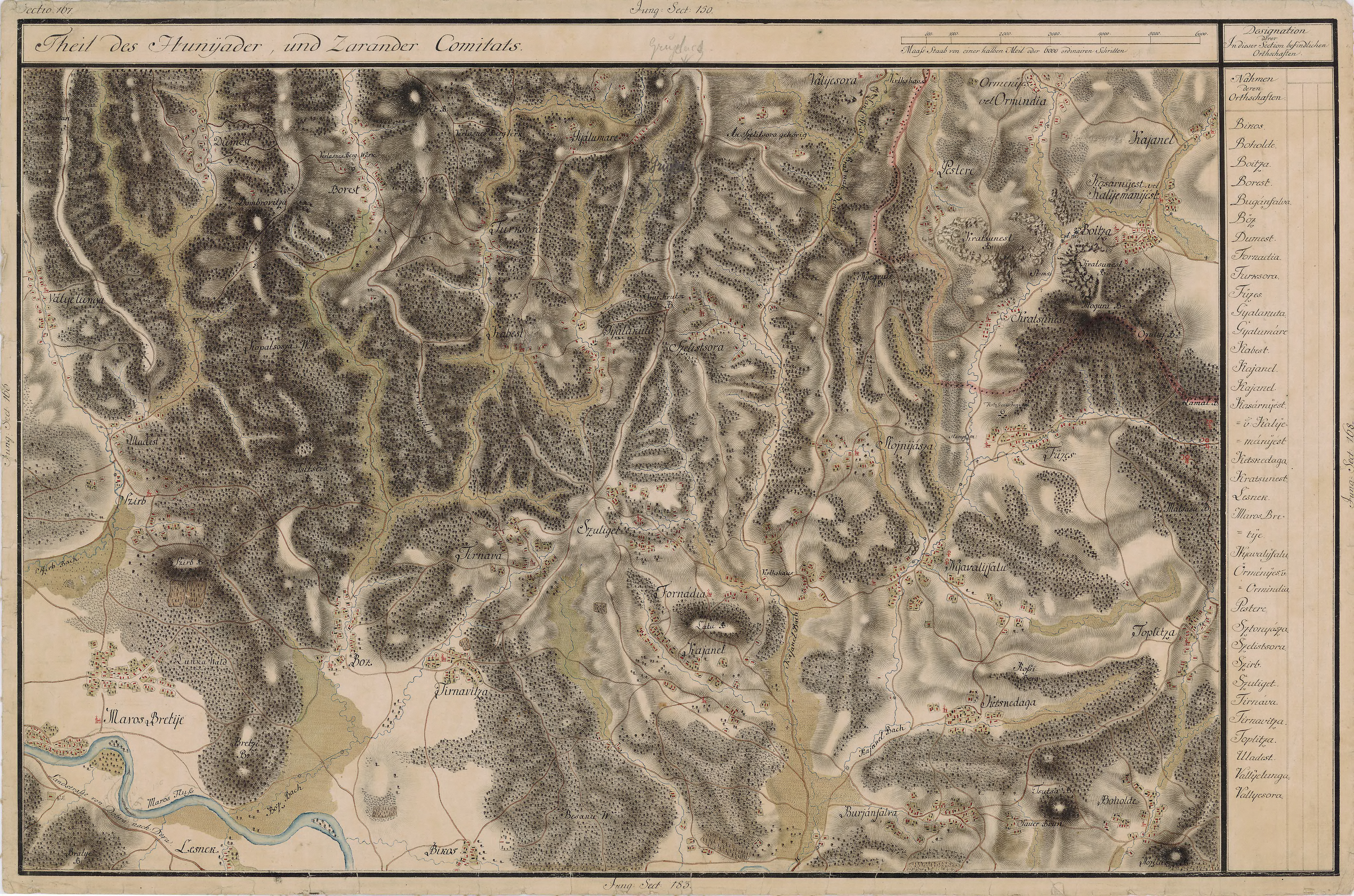
Căinelu de Jos în Harta Iosefină a Transilvaniei, 1769-1773

Căinelu de Jos este un sat în comuna Șoimuș din județul Hunedoara, Transilvania, România.

## Lăcașuri de cult
Biserica nouă a satului Căinelu de Jos, cu hramul „Intrarea în Biserică a Maicii Domnului”, a fost construită între anii 2004 și 2010, în timpul păstoririi preotului Ioan Pârva. Este un edificiu de plan dreptunghiular, cu absida heptagonală nedecroșată, prevăzut cu două absidiole poligonale cu trei laturi. În dreptul celor două intrări, de vest și de sud, au fost adosate pridvoare deschise de zid, cu coloane și arcade. Coiful turnului-clopotniță, încadrat de două încăperi anexe etajate, este învelit în tablă; la acoperișul propriu-zis s-a folosit țigla.

## Personalități
- Ioan Borza (1872 - 1943), deputat în Marea Adunare Națională de la Alba Iulia 1918
- Avram Gabor (1870 - 1936), deputat în Marea Adunare Națională de la Alba Iulia 1918
- Lazăr Gropean (1884 - 1940),  deputat în Marea Adunare Națională de la Alba Iulia 1918